# Intermedioppia alvarezi
Intermedioppia alvarezi är en kvalsterart som först beskrevs av Pérez-Íñigo 1982.  Intermedioppia alvarezi ingår i släktet Intermedioppia och familjen Oppiidae. Inga underarter finns listade i Catalogue of Life.